# Fosfidokomplexy kovů
Fosfidokomplexy kovů jsou komplexní sloučeniny obsahující fosfidové ligandy (R2P, R = H nebo organický substituent). Atomy fosforu v nich mají dva volné elektronové páry a příslušné anionty (R2P−) se tak podobají amidovým aniontům (R2N−), pouze vzdálenosti kov-P jsou delší a atom fosforu je stericky dostupnější; fosfidové ligandy tak často vytváří můstky.

## Příprava
Fosfidové ligandy se obvykle získávají podvojnými záměnami. Jako zdroje R2P+ se používají halogenidy fosforu a zdroji R2P− bývají fosfidy alkalických kovů. Příkladem může být příprava hexakarbonylu bis(difenyl)fosfidu diželeza:
Na2Fe2(CO)8 + 2 Ph2PCl → Fe2(PPh2)2(CO)6 + 2 NaCl + 2 CO
Jinou možností je reakce organodifosfidů alkalických kovů, například difenylfosfidu lithného, s halogenidy.
Fosfidy alkalických kovů mohou redukovat kovové centrum.

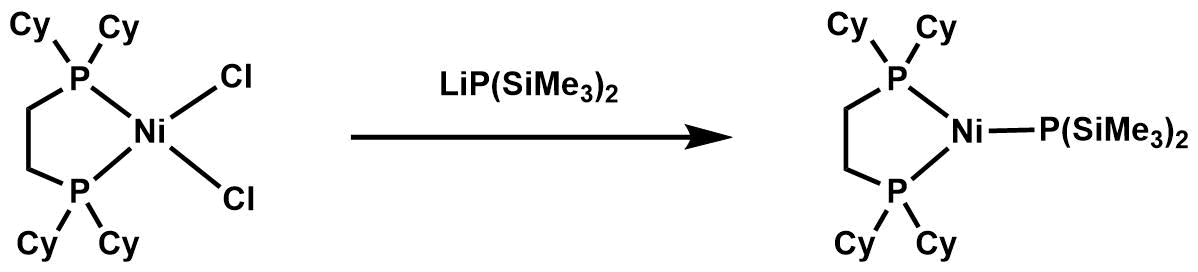
Příprava bis(fosfido)komplexu podvojnou záměnou za současné redukce kovu (Cy = cyklohexyl)

Jinou možností je přímá aktivace vazeb P-H; tento postup se většinou používá u komplexů přechodných kovů ze skupin 8-12; například reakcí analogů Vaskova komplexu se vytvářejí tyto sloučeniny:

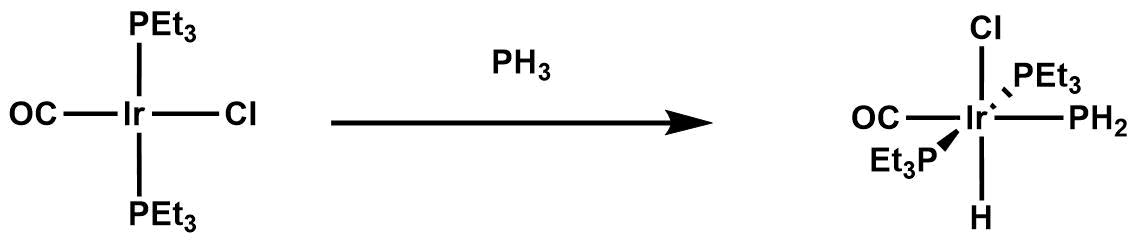
Příprava fosfidokomplexu oxidační adicí na vazbu P-H (Et = ethyl)

## Struktura

Struktura Mo_{2}P_{4}C_{8}, tvořícího jádro Mo_{2}[P(terc-Bu)_{2}]_{4}.

Většinu fosfidových komplexů lze zařadit do jedné z těchto tří skupin:
- s fosfidem jako koncovým ligandem a pyramidálním atomem fosforu,
- s fosfidem jako koncovým ligandem a rovinným fosforem,
- s fosfidem jako můstkovým ligandem a tetraedrickým fosforem.

### Pyramidální koncové fosfidové ligandy

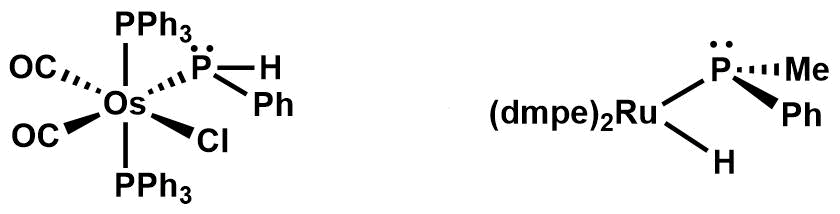
Příklady komplexů s pyramidálními fosfidoligandy

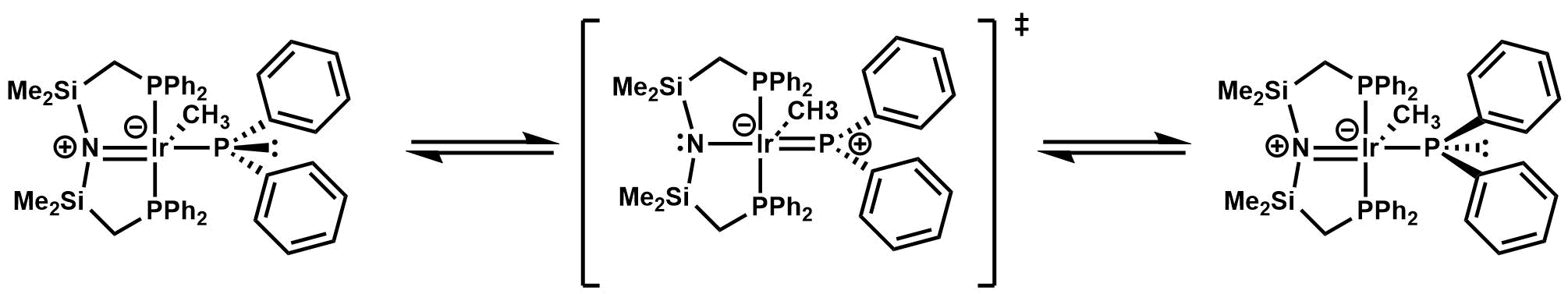
Příklady fosfidových komplexů s inverzí konfigurace fosforu

Většina komplexů s koncovými fosfidovými ligandy obsahuje fosfor s pyramidální geometrií, jak lze u stereochemicky aktivního volného páru elektronů očekávat. Délky vazeb M-P jsou u pyramidálních komplexů M-P delší než u odpovídajících fosfinů; například vazba Os-PHPh je o 11 pm delší než Os-PPh3 a úhel Os-P-C má velikost 113o. Prodloužení vazby Os-PHPh se vysvětluje odpuzováním elektronů volného páru a nevazebných elektronů na Os.
V jednom komplexu ruthenia je vazba Ru-P(Me)Ph o 17 pm delší než Ru-PH(Me)Ph u odpovídajícího fosfinu, [(dmpe)2Ru(H)PH(Me)Ph]+.
Odpuzování volného páru fosforu a elektronů z kovů také zvyšuje nukleofilitu fosfinového ligandu. Vysoká zásaditost a nukleofilita způsobují dimerizace. 
Pyramidální koncové fosfidy vykazují inverzi konfigurace, zjistitelnou pomocí 31P-NMR.

### Rovinné koncové fosfidové ligandy

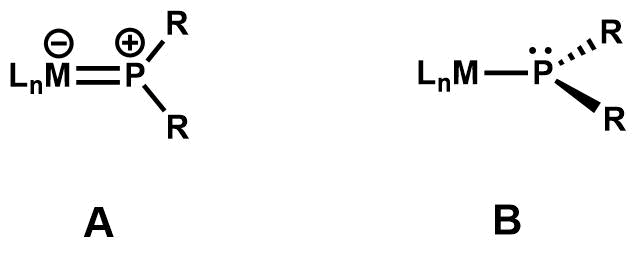
Rezonanční struktury fosfidových komplexů s rovinnými ligandy

Popsány jsou také rovinné koncové fosfidové ligandy.
Rovinné koncové fosfidové ligandy vytvářejí vícenásobné vazby kov-fosfor. Vazby kov-fosfor jsou obvykle kratší a úhly M-P-R větší. V komplexu wolframu byly zjištěny délky vazeb W-PHPh o 26 pm menší než u W-PEt3 a úhel W-P-C činil 140°.
U (C5H5)2Hf(PR2)2}}, připravovaného podvojnou záměnou z hafnocendichloridu je hafničitý ion vázán na rovinné i pyramidální fosfidy. Jednotlivé typy ligandů se mění jeden na druhý v časech zachytitelných NMR a aktivační energie těchto přeměn jsou kolem 30 kJ/mol. Rentgenovou krystalografií bylo zjištěno, že vazby Hf-P mají délku 248,8 pm u rovinných a 268,2 pm u pyramidálních ligandů.

### Můstkové fosfidové ligandy

Struktura Fe_{2}(μ-PPh_{2})_{2}(CO)_{6}

Ve většině svých komplexů jsou fosfidové ligandy můstkové; v takových případech na fosforu nejsou volné elektronové páry. Tento druh komplexů má obecný vzorec [M(μ-PR2)Ln]2.  Příkladem komplexu může být [Fe(μ-PPh2)(CO)3]2.

## Využití
Fosfidokomplexy jsou meziprodukty katalytických hydrofosfinací, používaných na přípravu a výrobu organofosforových sloučenin.

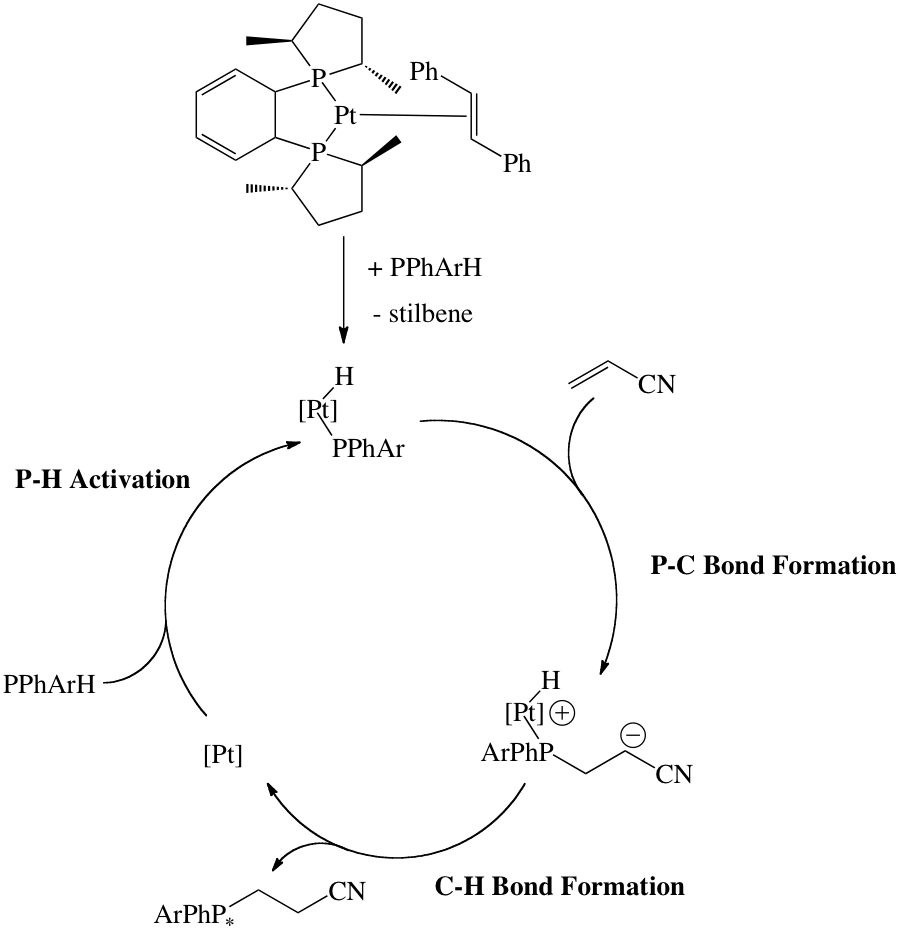
Mechanismus hydrofosfinace katalyzované platnatým fosfidokomplexem

Některé katalyzátory založené na pozdních přechodných kovech vyvolávají oxidační adice na vazby P-H, například je znám katalyzátor obsahující Pt0, který katalyzuje adici sekundárního fosfinu za tvorby platnatého fosfidokomplexu, jenž reaguje s elektrofilními alkeny, například akrylonitrilem. Tvorba vazeb P-C probíhá Michaelovou adicí, ve vnější sféře.
Součástí některých hydrofosfinací je také navázání alkenů na vazbu kov-vodík.
Fosfidy se používají na přípravu P-stereogenních, kdy se využívá vysoká nukleofilita pyramidálních fosfidových komplexů.

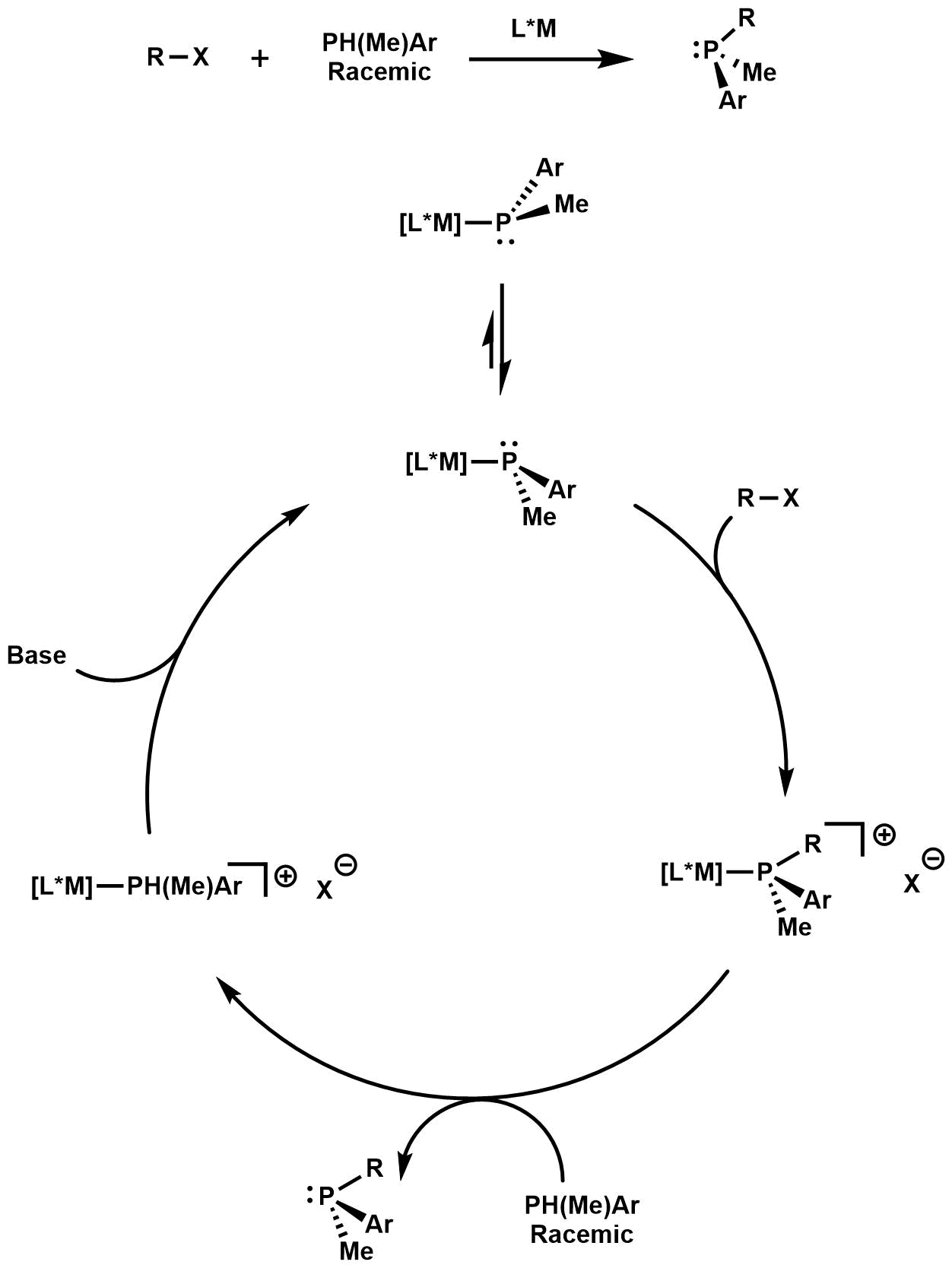
Katalytický cyklus enantioselektivní syntézy terciárních fosfinů pomocí fosfidových meziproduktů